# Dmitriy III của Nga
Dmitriy III (giả) (tiếng Nga: Лжедмитрий III, tr. Lzhedmitrii III, qua đời tháng 7 năm 1612), được biết đến với cái tên Pseudo-Demetrius III, là người cuối cùng trị vì nước Nga trong thời kỳ loạn lạc (1600 - 1613). Ông cùng với hai người tiền nhiệm (cũng tên hiệu Dmitriy) được tuyên bố là con út của Ivan IV của Nga, hoàng tử kế vị Dmitriy

## Tiểu sử và lên ngôi vua
Xuất thân là viên phó tế nhà thờ có tên thường gọi là Sidorka, ông ta xuất hiện bất ngờ ở thị trấn Ingria (bên bờ sông Neva) và tự tuyên bố là Sa hoàng Nga kế vị Dmitriy II của Nga, hiệu Dmitriy III (giả) vào ngày 28 tháng 3 năm 1611. Quân Cossacks sau khi tàn phá vùng lân cận Moskwa đã tuyên thệ thừa nhận Sa hoàng Dmitriy III (giả) vào tháng 3/1612; cả quân dân vùng Pskov cũng tuyên thệ trước ông ta.  Vào ngày 18 tháng 5 năm 1612, ông chạy trốn khỏi Pskov, bị bắt và đưa cho các nhà chức trách tại Moskwa và bị giết taị đó. Wladislaw IV của Ba Lan chính thức lên ngôi vua Nga (1612 - 1619, thực ra ông ta lên ngôi từ năm 1610). Sau hiệp ước với Nga năm 1619, ông tuyên bố từ bỏ ngôi vua Nga, trả lại ngai vàng cho Mikhail I của Nga.